# IC 5148
IC 5148 = IC 5150 ist ein planetarischer Nebel im Sternbild Kranich, der etwa 3.800 Lichtjahre entfernt ist. Der Nebel dehnt sich mit einer Geschwindigkeit von mehr als 50 Kilometern pro Sekunde aus.